# Perry County (Illinois)
Das Perry County ist ein County im US-amerikanischen Bundesstaat Illinois. Im Jahr 2010 hatte das County 22.350 Einwohner und eine Bevölkerungsdichte von 19,6 Einwohnern pro Quadratkilometer. Der Verwaltungssitz (County Seat) ist Pinckneyville.

## Geographie
Das County liegt im mittleren Süden von Illinois. Es hat eine Fläche von 1157 Quadratkilometern, wovon 15 Quadratkilometer Wasserfläche sind.
Durch das County fließt in Nord-Süd-Richtung der Beaucoup Creek; im Osten wird es vom Little Muddy River begrenzt. Beide münden südlich des Countys in den Big Muddy River.
An das Perry County grenzen folgende Nachbarcountys:
|                 | Washington County | Jefferson County |
| Randolph County | Kompass           | Franklin County  |
|                 | Jackson County    |                  |

## Geschichte

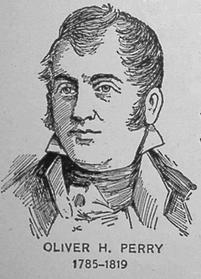
Oliver Hazard Perry

Das Perry County wurde am 29. Januar 1827 aus dem östlichen Teil des Randolph County und dem nördlichen Teil des Jackson County gebildet. Benannt wurde es nach Oliver Hazard Perry, einem der ersten Commodores der US Navy. Die Besiedlung des County durch Weiße ging die ersten 25 Jahre nur schleppend voran. Dies änderte sich erst Mitte der 1850er, als die Illinois Central Railroad gebaut wurde. Sie verband die Städte Chicago und New Orleans miteinander und brachte in den folgenden Jahren hunderte Einwanderer, hauptsächlich aus Irland, Polen, Italien und Deutschland, in diese Gegend. Etwa zur gleichen Zeit wurden nennenswerte Kohlevorkommen entdeckt, die für die nächsten 100 Jahre die Haupteinnahmequelle bildeten. Die Stadt Pinckneyville wurde nach Charles Coatesworth Pinckney benannt, einem Helden während des Revolutionskrieges.

## Demografische Daten
Nach der Volkszählung im Jahr 2010 lebten im Perry County 22.350 Menschen in 8252 Haushalten. Die Bevölkerungsdichte betrug 19,6 Einwohner pro Quadratkilometer. In den 8252 Haushalten lebten statistisch je 2,42 Personen.
Ethnisch betrachtet setzte sich die Bevölkerung zusammen aus 88,9 Prozent Weißen, 8,8 Prozent Afroamerikanern, 0,4 Prozent amerikanischen Ureinwohnern, 0,4 Prozent Asiaten sowie aus anderen ethnischen Gruppen; 1,4 Prozent stammten von zwei oder mehr Ethnien ab. Unabhängig von der ethnischen Zugehörigkeit waren 2,8 Prozent der Bevölkerung spanischer oder lateinamerikanischer Abstammung.
20,5 Prozent der Bevölkerung waren unter 18 Jahre alt, 63,6 Prozent waren zwischen 18 und 64 und 15,9 Prozent waren 65 Jahre oder älter. 45,7 Prozent der Bevölkerung war weiblich.
Das jährliche Durchschnittseinkommen eines Haushalts lag bei 41.333 USD. Das Pro-Kopf-Einkommen betrug 18.469 USD. 17,0 Prozent der Einwohner lebten unterhalb der Armutsgrenze.

## Ortschaften im Perry County
Citys
- Du Quoin
- Pinckneyville

Villages
- Cutler
- St. Johns
- Tamaroa
- Willisville

Unincorporated Communities
| - Conant - Denmark - Denny - Pyatts | - Sunfield - Swanwick - Todds Mill - Winkle |

## Gliederung
Das Perry County ist in 27 Bezirke (precincts) eingeteilt:
| Presinct                | Einwohner (2010) | FIPS     |
| ----------------------- | ---------------- | -------- |
| Beaucoup precinct       | 803              | 17-90342 |
| Cutler precinct         | 663              | 17-90936 |
| Du Quoin No. 1 precinct | 606              | 17-91010 |
| Du Quoin No. 2 precinct | 487              | 17-91011 |
| Du Quoin No. 3 precinct | 679              | 17-91012 |
| Du Quoin No. 4 precinct | 845              | 17-91013 |
| Du Quoin No. 5 precinct | 695              | 17-91014 |
| Du Quoin No. 6 precinct | 522              | 17-91015 |
| Du Quoin No. 7 precinct | 923              | 17-91016 |

| Presinct                     | Einwohner (2010) | FIPS     |
| ---------------------------- | ---------------- | -------- |
| Du Quoin No. 8 precinct      | 762              | 17-91017 |
| Du Quoin No. 9 precinct      | 858              | 17-91018 |
| Du Quoin No. 10 precinct     | 809              | 17-91019 |
| Du Quoin No. 11 precinct     | 604              | 17-91020 |
| Du Quoin No. 12 precinct     | 508              | 17-91021 |
| Pinckneyville No. 1 precinct | 636              | 17-92468 |
| Pinckneyville No. 2 precinct | 785              | 17-92469 |
| Pinckneyville No. 3 precinct | 756              | 17-92470 |
| Pinckneyville No. 4 precinct | 726              | 17-92471 |

| Presinct                     | Einwohner (2010) | FIPS     |
| ---------------------------- | ---------------- | -------- |
| Pinckneyville No. 5 precinct | 688              | 17-92472 |
| Pinckneyville No. 6 precinct | 610              | 17-92473 |
| Pinckneyville No. 7 precinct | 3060             | 17-92474 |
| Pinckneyville No. 8 precinct | 924              | 17-92475 |
| Sunfield precinct            | 1112             | 17-93330 |
| Swanwick precinct            | 806              | 17-93348 |
| Tamaroa No. 1 precinct       | 711              | 17-93384 |
| Tamaroa No. 2 precinct       | 804              | 17-93386 |
| Willisville precinct         | 968              | 17-93762 |